# Štefan Matlák
Štefan Matlák (né le 6 février 1934 à Bratislava et mort le 12 avril 2003 dans la même ville) est un footballeur international  tchécoslovaque. Il participe aux Jeux olympiques d'été de 1964, remportant la médaille d'argent avec la Tchécoslovaquie.

## Biographie

### En club
Štefan Matlák joue en faveur de l'Inter Bratislava. Il dispute avec cette équipe deux matches en Coupe d'Europe des clubs champions.

### En équipe nationale
Štefan Matlák reçoit trois sélections en équipe de Tchécoslovaquie entre 1959 et 1964.
Il joue son premier match en équipe nationale le 10 mai 1959, contre l'Irlande. Ce match gagné (4-0) à Bratislava est dans le cadre des éliminatoires de l'Euro 1960. Il joue son deuxième match le 23 septembre 1959, contre le Danemark, à nouveau lors des éliminatoires du championnat d'Europe (score : 2-2 à Copenhague). 
Il honore sa dernière sélection le 17 mai 1964, en amical contre la Yougoslavie. Il officie comme capitaine lors de cette rencontre perdue (2-3) à Prague.
Il participe avec l'équipe olympique aux Jeux olympiques de 1964 organisés à Tokyo. Lors du tournoi olympique, il ne joue qu'un seul match, contre le Brésil.

## Palmarès

### équipe de Tchécoslovaquie
- Jeux olympiques de 1964 :
  -  Médaille d'argent.

### Inter Bratislava
- Championnat de Tchécoslovaquie :
  - Champion : 1959.
  - Vice-champion : 1961.
- International football cup :
  - Vainqueur : 1963 et 1964.